# Mansion House (London)

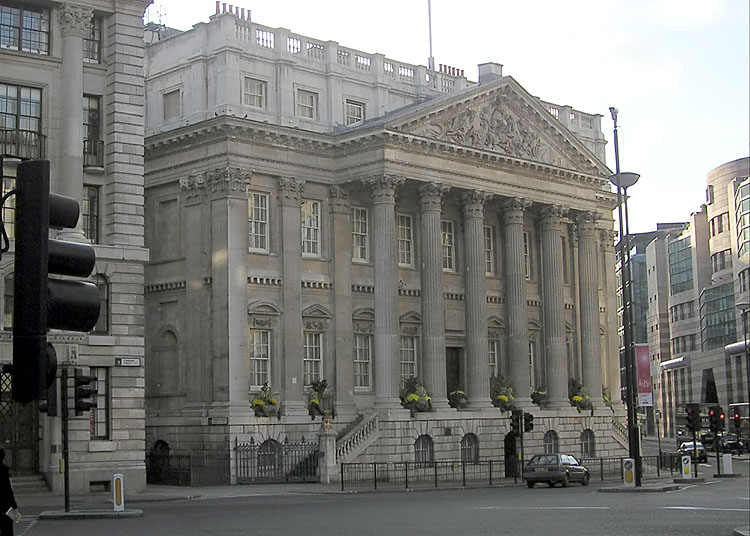
Mansion House London

Das Mansion House in London ist der offizielle Amtssitz des Lord Mayor of London.
Das Gebäude wurde zwischen 1739 und 1752 im Palladianischen Stil von George Dance dem Älteren erbaut. Das Sockelgeschoss ist als Bossenwerk gestaltet, auf dem drei Stockwerke errichtet sind. Die Frontfassade wird von einem Portikus mit sechs Korinthischen Säulen dominiert. Ursprünglich befanden sich zudem zwei Aufbauten auf dem Gebäude, die als „Mayor’s Nest“ und „Noahs Ark“ bezeichnet wurden. Die Aufbauten wurden 1795 vom Sohn des ursprünglichen Architekten, George Dance dem Jüngeren im Zuge einer Neugestaltung des Daches abgerissen.
Jährlich wird im Mansion House in der zweiten Hälfte des Monats Juni oder im Juli ein Bankett veranstaltet. Bei diesem Anlass hält der britische Finanzminister traditionell eine spezielle Ansprache, die Mansion-House-Rede.
Im Mansion House wurde am 11. Juli 1921 der Waffenstillstand im Irischen Unabhängigkeitskrieg unterzeichnet.

Das Mansion House um 1910
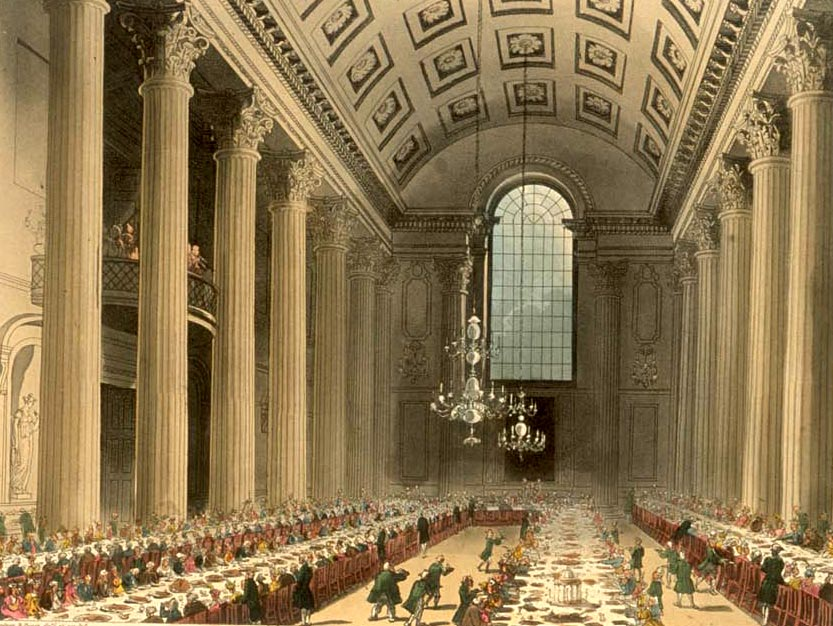
Ein Festessen in der „Egyptian Hall“ des Mansion House im frühen 19. Jahrhundert